# 施泰因費爾德畔聖艾吉登
施泰因費爾德畔聖艾吉登是奥地利下奥地利州诺因基兴县的一个市镇。总面积26.15平方公里，总人口1828人，人口密度69.9人/平方公里（2005年）。